# Cierrey
Cierrey é uma comuna francesa na região administrativa da Normandia, no departamento de Eure. Estende-se por uma área de 4,03 km². Em 2010 a comuna tinha 783 habitantes (densidade: 194,3 hab./km²).